# Widodaren (Widodaren)
Widodaren is een bestuurslaag in het regentschap Ngawi van de provincie Oost-Java, Indonesië. Widodaren telt 5834 inwoners (volkstelling 2010).